# Christian Larotonda
Christian Adán Larotonda Adán, noto semplicemente come Christian Larotonda (Caracas, 26 maggio 1999), è un calciatore venezuelano, centrocampista del Vinotinto.

## Caratteristiche tecniche
È un mediano.

## Carriera

### Club
Cresciuto nel settore giovanile del Metropolitanos, debutta in prima squadra il 29 gennaio 2017 in occasione dell'incontro di Primera División pareggiato 0-0 contro l'Atlético Venezuela. Da gennaio a giugno 2018 gioca in prestito al Getafe, dove viene aggregato alla formazione Under-19.

### Nazionale
Ha giocato nella nazionale venezuelana Under-23.
Debutta in nazionale maggiore il 1º giugno 2022 nel successo per 1-0 in amichevole contro Malta.

## Statistiche
Statistiche aggiornate al 4 giugno 2021.

### Presenze e reti nei club
| Stagione        | Squadra         | Campionato      | Campionato | Campionato | Coppe nazionali | Coppe nazionali | Coppe nazionali | Coppe continentali | Coppe continentali | Coppe continentali | Altre coppe | Altre coppe | Altre coppe | Totale | Totale | Totale |
| Stagione        | Squadra         | Comp            | Pres       | Reti       | Comp            | Pres            | Reti            | Comp               | Pres               | Reti               | Comp        | Pres        | Reti        | Pres   | Reti   |        |
| --------------- | --------------- | --------------- | ---------- | ---------- | --------------- | --------------- | --------------- | ------------------ | ------------------ | ------------------ | ----------- | ----------- | ----------- | ------ | ------ | ------ |
| 2017            | Metropolitanos  | PD              | 27         | 0          | CV              | 0               | 0               |                    | -                  | -                  |             | -           | -           | 27     | 0      |        |
| 2018            | Metropolitanos  | PD              | 4          | 0          | CV              | 0               | 0               |                    | -                  | -                  |             | -           | -           | 4      | 0      |        |
| 2019            | Metropolitanos  | PD              | 31         | 0          | CV              | 1               | 0               |                    | -                  | -                  |             | -           | -           | 32     | 0      |        |
| 2020            | Metropolitanos  | PD              | 13         | 1          | CV              | 2               | 0               |                    | -                  | -                  |             | -           | -           | 15     | 1      |        |
| 2021            | Metropolitanos  | PD              | 3          | 1          | CV              | 0               | 0               | CS                 | 8                  | 1                  |             | -           | -           | 11     | 2      |        |
| Totale carriera | Totale carriera | Totale carriera | 78         | 2          |                 | 3               | 0               |                    | 8                  | 1                  |             | -           | -           | 89     | 3      |        |

### Cronologia presenze e reti in nazionale
| Cronologia completa delle presenze e delle reti in nazionale ― Venezuela | Cronologia completa delle presenze e delle reti in nazionale ― Venezuela | Cronologia completa delle presenze e delle reti in nazionale ― Venezuela | Cronologia completa delle presenze e delle reti in nazionale ― Venezuela | Cronologia completa delle presenze e delle reti in nazionale ― Venezuela | Cronologia completa delle presenze e delle reti in nazionale ― Venezuela | Cronologia completa delle presenze e delle reti in nazionale ― Venezuela | Cronologia completa delle presenze e delle reti in nazionale ― Venezuela |
| Data                                                                     | Città                                                                    | In casa                                                                  | Risultato                                                                | Ospiti                                                                   | Competizione                                                             | Reti                                                                     | Note                                                                     |
| ------------------------------------------------------------------------ | ------------------------------------------------------------------------ | ------------------------------------------------------------------------ | ------------------------------------------------------------------------ | ------------------------------------------------------------------------ | ------------------------------------------------------------------------ | ------------------------------------------------------------------------ | ------------------------------------------------------------------------ |
| 1-6-2022                                                                 | Ta' Qali                                                                 | Malta                                                                    | 0 – 1                                                                    | Venezuela                                                                | Amichevole                                                               | -                                                                        | 77’                                                                      |
| 9-6-2022                                                                 | Murcia                                                                   | Arabia Saudita                                                           | 0 – 1                                                                    | Venezuela                                                                | Amichevole                                                               | -                                                                        |                                                                          |
| 22-9-2022                                                                | Maria Enzersdorf                                                         | Venezuela                                                                | 0 – 1                                                                    | Islanda                                                                  | Amichevole                                                               | -                                                                        | 81’                                                                      |
| 15-11-2022                                                               | Sharja                                                                   | Venezuela                                                                | 2 – 2                                                                    | Panama                                                                   | Amichevole                                                               | -                                                                        | 46’                                                                      |
| Totale                                                                   |                                                                          | Presenze                                                                 | 4                                                                        |                                                                          | Reti                                                                     | 0                                                                        |                                                                          |

## Palmarès

### Competizioni nazionali
- Campionato venezuelano: 1

Metropolitanos: 2022